# Linearer Operator
Der Begriff linearer Operator wurde in der Funktionalanalysis (einem Teilgebiet der Mathematik) eingeführt und ist synonym zum Begriff der linearen Abbildung. Eine lineare Abbildung ist eine strukturerhaltende Abbildung zwischen Vektorräumen über einem gemeinsamen Körper. Werden Vektorräume über dem Körper der reellen oder komplexen Zahlen betrachtet und sind diese mit einer Topologie versehen (lokalkonvexe Räume, normierte Räume, Banachräume), so spricht man vorzugsweise von linearen Operatoren.
Im Gegensatz zu endlichdimensionalen Räumen, wo lineare Operatoren stets beschränkt sind, tauchen bei unendlichdimensionalen Räumen auch unbeschränkte lineare Operatoren auf.

## Definition

### Linearer Operator
Es seien {\displaystyle X} und {\displaystyle Y} reelle oder komplexe Vektorräume. Eine Abbildung {\displaystyle T} von {\displaystyle X} nach {\displaystyle Y} heißt linearer Operator, wenn für alle {\displaystyle x,y\in X} und {\displaystyle \lambda \in \mathbb {R} } (bzw. {\displaystyle \lambda \in \mathbb {C} }) die folgenden Bedingungen gelten:
1. {\displaystyle T} ist homogen: {\displaystyle T(\lambda x)=\lambda T(x)}
2. {\displaystyle T} ist additiv: {\displaystyle T(x+y)=T(x)+T(y)}

### Antilinearer Operator
Seien {\displaystyle X} und {\displaystyle Y} komplexe Vektorräume. Ein Operator {\displaystyle T} von {\displaystyle X} in {\displaystyle Y} heißt antilinearer Operator, wenn für alle {\displaystyle x,y\in X} und {\displaystyle \lambda \in \mathbb {C} } die folgenden Bedingungen gelten:
1. {\displaystyle T} ist antihomogen: {\displaystyle T(\lambda x)={\overline {\lambda }}T(x)}
2. {\displaystyle T} ist additiv: {\displaystyle T(x+y)=T(x)+T(y)}

## Beispiele

### Lineare Operatoren
- Es sei {\displaystyle A} eine reelle {\displaystyle n\times m}-Matrix. Dann ist die lineare Abbildung {\displaystyle A\colon x\mapsto Ax} ein linearer Operator von {\displaystyle \mathbb {R} ^{m}} in {\displaystyle \mathbb {R} ^{n}}.

- Die Menge der linearen Operatoren zwischen zwei fixierten Vektorräumen wird durch die Definition der Addition {\displaystyle (S+T)(x):=S(x)+T(x)} und Skalarmultiplikation {\displaystyle (\lambda S)(x):=\lambda S(x)} selbst zu einem Vektorraum.

- Der Ableitungsoperator {\displaystyle D\colon C^{1}\to C}, der einer Funktion ihre Ableitung zuordnet {\displaystyle f\mapsto Df=f'}, ist ein linearer Operator.

- Seien {\displaystyle a<b} zwei reelle Zahlen. Der Operator {\displaystyle \textstyle f\mapsto \int _{a}^{b}f(x)\mathrm {d} x}, der einer integrierbaren Funktion eine reelle Zahl zuordnet, ist linear.

- Jedes lineare Funktional auf einem Vektorraum ist ein linearer Operator.

### Antilinearer Operator
- Ist {\displaystyle (H,\langle \cdot ,\cdot \rangle _{H})} ein komplexer Hilbertraum und {\displaystyle H\,'} sein Dualraum, so gibt es nach dem Darstellungssatz von Fréchet-Riesz zu jedem {\displaystyle f\in H\,'} genau ein {\displaystyle y_{f}\in H}, so dass {\displaystyle f(x)=\langle x,y_{f}\rangle _{H}} für alle {\displaystyle x\in H} gilt. Die Abbildung {\displaystyle H\,'\rightarrow H,f\mapsto y_{f}} ist antilinear. Diese liegt darin begründet, dass ein komplexes Skalarprodukt {\displaystyle \langle \cdot ,\cdot \rangle } in der zweiten Variablen antilinear ist.

## Bedeutung und Anwendungen
Die Bedeutung linearer Operatoren besteht darin, dass sie die lineare Struktur des unterliegenden Raumes respektieren, d. h., sie sind Homomorphismen zwischen Vektorräumen.
Anwendungen linearer Operatoren sind:
- Die Beschreibung von Koordinatentransformationen im dreidimensionalen Euklidischen Raum (Spiegelung, Drehung, Streckung) und der Lorentztransformation in der vierdimensionalen Raumzeit durch Matrizen.

- Die Darstellung von Observablen in der Quantenmechanik und die Beschreibung der Dynamik eines quantenmechanischen Systems durch seinen Hamilton-Operator {\displaystyle H} in der Schrödingergleichung.

- Die Entwicklung von Lösungstheorien für Differential- und Integralgleichungen, siehe Sobolew-Raum und Distribution.

- In der Vierpoltheorie (Elektrotechnik) werden die Beziehungen zwischen den Eingangsgrößen (Stromstärke und Spannung) und den Ausgangsgrößen (Stromstärke und Spannung) als wechselseitig voneinander linear abhängig betrachtet. Die Abhängigkeiten können durch 2×2-Matrizen beschrieben werden.

## Beschränkte lineare Operatoren

### Definitionen
Seien {\displaystyle V} und {\displaystyle W} zwei normierte Vektorräume und {\displaystyle A\colon V\to W} ein linearer Operator. Die Operatornorm von {\displaystyle A} ist definiert durch
{\displaystyle \|A\|:=\inf\{M\geq 0,\;\|Ax\|_{W}\leq M\|x\|_{V}{\text{ für alle }}x\in V\}},
wobei für diese Konstante
{\displaystyle \|A\|=\sup _{x\in V,\;x\neq 0}{\frac {\|Ax\|_{W}}{\|x\|_{V}}}=\sup _{\|x\|_{V}\leq 1}\|Ax\|_{W}=\sup _{\|x\|_{V}=1}\|Ax\|_{W}}
gilt. Ist die Operatornorm endlich, so heißt der Operator beschränkt, andernfalls unbeschränkt.
Die Menge aller beschränkten linearen Operatoren vom normierten Raum {\displaystyle V} in den normierten Raum {\displaystyle W} nennt man {\displaystyle {\mathfrak {L}}(V,W)}. Mit der Operatornorm ist dieser selbst ein normierter Vektorraum. Falls {\displaystyle W} vollständig ist, ist er sogar ein Banachraum. Falls {\displaystyle V} mit {\displaystyle W} identisch ist, wird auch abkürzend {\displaystyle {\mathfrak {L}}(V)} geschrieben. Die beschränkten linearen Operatoren lassen sich wie folgt charakterisieren:
Ist {\displaystyle T} ein linearer Operator von {\displaystyle V} nach {\displaystyle W}, dann sind die folgenden Aussagen äquivalent:
1. {\displaystyle T} ist beschränkt, d. h. in {\displaystyle {\mathfrak {L}}(V,W)} enthalten.
2. {\displaystyle T} ist gleichmäßig stetig auf {\displaystyle V}.
3. {\displaystyle T} ist stetig in jedem Punkt von {\displaystyle V}.
4. {\displaystyle T} ist stetig in einem Punkt von {\displaystyle V}.
5. {\displaystyle T} ist stetig in {\displaystyle 0\in V}.

### Beispiele beschränkter linearer Operatoren
- {\displaystyle I_{V}\in {\mathfrak {L}}(V)} mit {\displaystyle \|I_{V}\|=1}, wobei {\displaystyle I_{V}} der identische Operator auf {\displaystyle V} ist.

- {\displaystyle P\in {\mathfrak {L}}(H)} mit {\displaystyle \|P\|=1}, wobei {\displaystyle P\neq 0} eine orthogonale Projektion auf dem Hilbertraum {\displaystyle H} ist.

- {\displaystyle (n_{k})\in {\mathfrak {L}}(l_{p})} mit {\displaystyle \textstyle \|(n_{k})\|=\max _{k}|n_{k}|}, wobei die Folge {\displaystyle (n_{k})} beschränkt ist und als Diagonaloperator auf dem Folgenraum {\displaystyle l_{p}} mit {\displaystyle 1\leq p\leq \infty } interpretiert wird.

- Der Shiftoperator {\displaystyle S\in {\mathfrak {L}}(l_{p})} ist beschränkt mit {\displaystyle \|S\|=1}, wobei {\displaystyle S((x_{1},x_{2},x_{3},\dotsc )):=(0,x_{1},x_{2},x_{3},\dotsc )} auf dem Folgenraum {\displaystyle l_{p}} mit {\displaystyle 1\leq p\leq \infty } definiert ist.

- Es sei {\displaystyle K} eine kompakte Menge und {\displaystyle {\mathfrak {C}}(K)} der Banachraum der stetigen Funktionen auf {\displaystyle K} mit der Supremumsnorm. Weiter sei {\displaystyle f\in {\mathfrak {C}}(K)} und der lineare Operator {\displaystyle T_{f}\colon {\mathfrak {C}}(K)\rightarrow {\mathfrak {C}}(K)} ist definiert durch {\displaystyle T_{f}(g)(k):=(fg)(k)} für {\displaystyle k\in K}. Dann ist {\displaystyle T_{f}\in {\mathfrak {L}}({\mathfrak {C}}(K))} und {\displaystyle \|T_{f}\|=\|f\|_{\infty }}.

- Es sei {\displaystyle \lbrack X,{\mathfrak {B}},\mu \rbrack } ein Maßraum und {\displaystyle L_{p}=L_{p}(X,{\mathfrak {B}},\mu )} der Lp-Raum der Äquivalenzklassen der in {\displaystyle p}-ter Potenz integrierbaren messbaren Funktionen auf {\displaystyle X} mit der Lp-Norm für {\displaystyle 1\leq p\leq \infty }. Weiter sei {\displaystyle f\in L_{\infty }} und der lineare Operator {\displaystyle T_{f}\colon L_{p}\to L_{p}} definiert durch {\displaystyle T_{f}(g)(x):=(fg)(x)} für {\displaystyle x\in X}. Dann ist {\displaystyle T_{f}\in {\mathfrak {L}}(L_{p})} und {\displaystyle \|T_{f}\|=\|f\|_{\infty }}.

### Anwendungen
- Spektraltheorie
- Funktionalkalkül, d. h. für eine beschränkte, reelle bzw. komplexwertige messbare Funktion {\displaystyle f} und einen beschränkten linearen Operator {\displaystyle T} kann {\displaystyle f(T)} definiert werden.

## Unbeschränkte lineare Operatoren
Bei der Betrachtung unbeschränkter linearer Operatoren lässt man oft auch Operatoren zu, deren Definitionsbereich (Domäne) lediglich ein Unterraum des betrachteten Raumes ist, spricht man etwa von unbeschränkten linearen Operatoren auf Hilberträumen, so lässt man als Definitionsbereich auch einen Prähilbertraum als Teilraum eines Hilbertraums zu, präziser spricht man dann von dicht definierten unbeschränkten linearen Operatoren (s. u.). Der Operator wird als partielle Abbildung aufgefasst.
Ein Operator heißt dicht definiert, wenn seine Domäne eine dichte Teilmenge des Ausgangsraumes ist. Das Interesse an unbeschränkten Operatoren ist durch die Untersuchung von Differentialoperatoren und deren Eigenwertspektrum und Observablenalgebren begründet.
Eine große Klasse unbeschränkter linearer Operatoren bilden die abgeschlossenen Operatoren. Das sind Operatoren {\displaystyle A\colon V\rightarrow W}, deren Graph {\displaystyle \Gamma (A):=\{(\phi ,A\phi ):\phi \in D\}} in der Produkttopologie von {\displaystyle V\times W} abgeschlossen ist. Für abgeschlossene Operatoren kann z. B. das Spektrum definiert werden.
Die Theorie der unbeschränkten Operatoren wurde von John von Neumann 1929 begründet. Im Jahr 1932 unabhängig von von Neumann entwickelte Marshall Harvey Stone die Theorie der unbeschränkten Operatoren.

### Beispiel
Betrachte den Differentialoperator {\displaystyle Af:=f'\,} auf dem Banachraum {\displaystyle C[a,b]} der stetigen Funktionen auf dem Intervall {\displaystyle [a,b]}. Wählt man als Definitionsbereich {\displaystyle {\mathcal {D}}(A)} die einmal stetig differenzierbaren Funktionen {\displaystyle {\mathcal {D}}(A):=C^{1}[a,b]}, dann ist {\displaystyle A} ein abgeschlossener Operator, der nicht beschränkt ist.

### Anwendungen
- Differential- und Multiplikationsoperatoren sind i. A. unbeschränkt.

- Die Darstellung von Observablen der Quantenmechanik erfordert unbeschränkte lineare Operatoren, da die den Observablen zugeordneten Operatoren i. A. unbeschränkt sind.

## Konvergenzbegriffe/Topologien auf Operatorräumen
Ist der zugrundeliegende Vektorraum endlichdimensional mit Dimension {\displaystyle n}, so ist {\displaystyle L(V)} ein Vektorraum der Dimension {\displaystyle n^{2}}. In diesem Fall sind alle Normen äquivalent, das heißt, sie liefern den gleichen Konvergenzbegriff und die gleiche Topologie.
Im Unendlichdimensionalen gibt es dagegen verschiedene nicht-äquivalente Topologien. Seien nun {\displaystyle E} und {\displaystyle F} Banachräume und {\displaystyle (T_{i})_{i\in I}} eine Folge (oder auch ein Netz) in {\displaystyle L(E,F)}.

### Normtopologie
{\displaystyle T_{i}} konvergiert in der Normtopologie gegen {\displaystyle T} genau dann, wenn:
{\displaystyle \lim _{i}\|T-T_{i}\|=0}
Die Normtopologie ist die Topologie, die durch die offenen Kugeln erzeugt wird.

### Starke Operatortopologie
{\displaystyle T_{i}} konvergiert in der starken Operatortopologie (kurz stop) gegen {\displaystyle T} genau dann, wenn es punktweise konvergiert:
{\displaystyle \lim _{i}T_{i}x=Tx\quad \forall x\in E}
oder anders ausgedrückt:
{\displaystyle 0=\lim _{i}\|T_{i}x-Tx\|=\lim _{i}\|(T_{i}-T)x\|\quad \forall x\in E}
Die zugehörige Topologie ist die Initialtopologie, die durch die Menge von linearen Abbildungen
{\displaystyle \left\lbrace \left.{\begin{matrix}L(E,F)&\to &F\\T&\mapsto &Tx\end{matrix}}\,\right|\,x\in E\right\rbrace }
erzeugt wird. Dies ist die kleinste Topologie, in der all diese Abbildungen stetig sind. {\displaystyle L(E,F)} mit der starken Operatortopologie ist also ein lokalkonvexer Raum.
Alternativ ausgedrückt: Die starke Operatortopologie ist die Produkttopologie aller Funktionen von {\displaystyle E} nach {\displaystyle F}, eingeschränkt auf die (evtl. beschränkten) linearen Operatoren.

### Schwache Operatortopologie
{\displaystyle T_{i}} konvergiert in der schwachen Operatortopologie gegen {\displaystyle T} genau dann, wenn
{\displaystyle \lim _{i}\varphi (T_{i}x)=\varphi (Tx)\quad \forall x\in E,\varphi \in F^{*}}
oder anders ausgedrückt:
{\displaystyle \lim _{i}|\varphi (T_{i}x-Tx)|=0\quad \forall x\in E,\varphi \in F^{*}}
(Hierbei bezeichnet {\displaystyle F^{*}} den stetigen Dualraum von F)
Die zugehörige Topologie ist die Initialtopologie, die durch die Menge von linearen Funktionalen
{\displaystyle \left\lbrace \left.{\begin{matrix}L(E,F)&\to &\mathbb {C} \\T&\mapsto &\varphi (Tx)\end{matrix}}\,\right|x\in E,\varphi \in F^{*}\right\rbrace }
erzeugt wird. Dies ist die kleinste Topologie, in der all diese Funktionale stetig sind. {\displaystyle L(E,F)} mit der schwachen Operatortopologie ist also ebenfalls ein lokalkonvexer Raum.

### Lehrbücher
- Hans Wilhelm Alt: Linear Functional Analysis (= Universitext). Springer London, London 2016, ISBN 978-1-4471-7279-6, doi:10.1007/978-1-4471-7280-2 (englisch).
- Karl-Heinz Goldhorn, Hans-Peter Heinz, Margarita Kraus: Moderne mathematische Methoden der Physik – Band 1 (= Springer-Lehrbuch). Springer Berlin Heidelberg, Berlin, Heidelberg 2009, ISBN 978-3-540-88543-6, doi:10.1007/978-3-540-88544-3.
- Karl-Heinz Goldhorn, Hans-Peter Heinz, Margarita Kraus: Moderne mathematische Methoden der Physik – Band 2 (= Springer-Lehrbuch). Springer Berlin Heidelberg, Berlin, Heidelberg 2010, ISBN 978-3-642-05184-5, doi:10.1007/978-3-642-05185-2.

### Monografien
- Konrad Schmüdgen: Unbounded Self-adjoint Operators on Hilbert Space (= Graduate Texts in Mathematics. Band 265). Springer Netherlands, Dordrecht 2012, ISBN 978-94-007-4752-4, doi:10.1007/978-94-007-4753-1.
- Albrecht Pietsch: History of Banach Spaces and Linear Operators. Birkhäuser Boston, Boston, MA 2007, ISBN 978-0-8176-4367-6, doi:10.1007/978-0-8176-4596-0.
- Nelson Dunford, Jacob T. Schwartz: Linear Operators 1 – General theory (= Wiley Classics Library). Wiley Interscience Publishers, New York 1988, ISBN 978-0-471-60848-6 (englisch, archive.org).
- Nelson Dunford, Jacob T. Schwartz: Linear Operators 2 – Spectral Theory, Self Adjoint Operators in Hilbert Space (= Wiley Classics Library). Wiley Interscience Publishers, New York 1988, ISBN 978-0-471-60847-9 (englisch, archive.org).
- Nelson Dunford, Jacob T. Schwartz: Linear Operators 3 – Spectral Operators (= Wiley Classics Library). Wiley Interscience Publishers, New York 1988, ISBN 978-0-471-60846-2 (englisch, archive.org).
- N.I. Achieser, I.M. Glasmann: Theorie der linearen Operatoren im Hilbert-Raum. 6. Auflage. Akademie-Verlag, Berlin 1975.
- Gilbert Helmberg: Introduction to Spectral Theory in Hilbert Space. Hrsg.: H. A. Lauwerier, W. T. Koiter (= Applied Mathematics and Mechanics. Band 6). North-Holland Publishing Company, London 1969 (englisch, elsevier.com).

Weitere Fachbücher zur Theorie der Operatoren siehe auch Graduate Texts in Mathematics.